# Кальцієво-алюмінієві включення

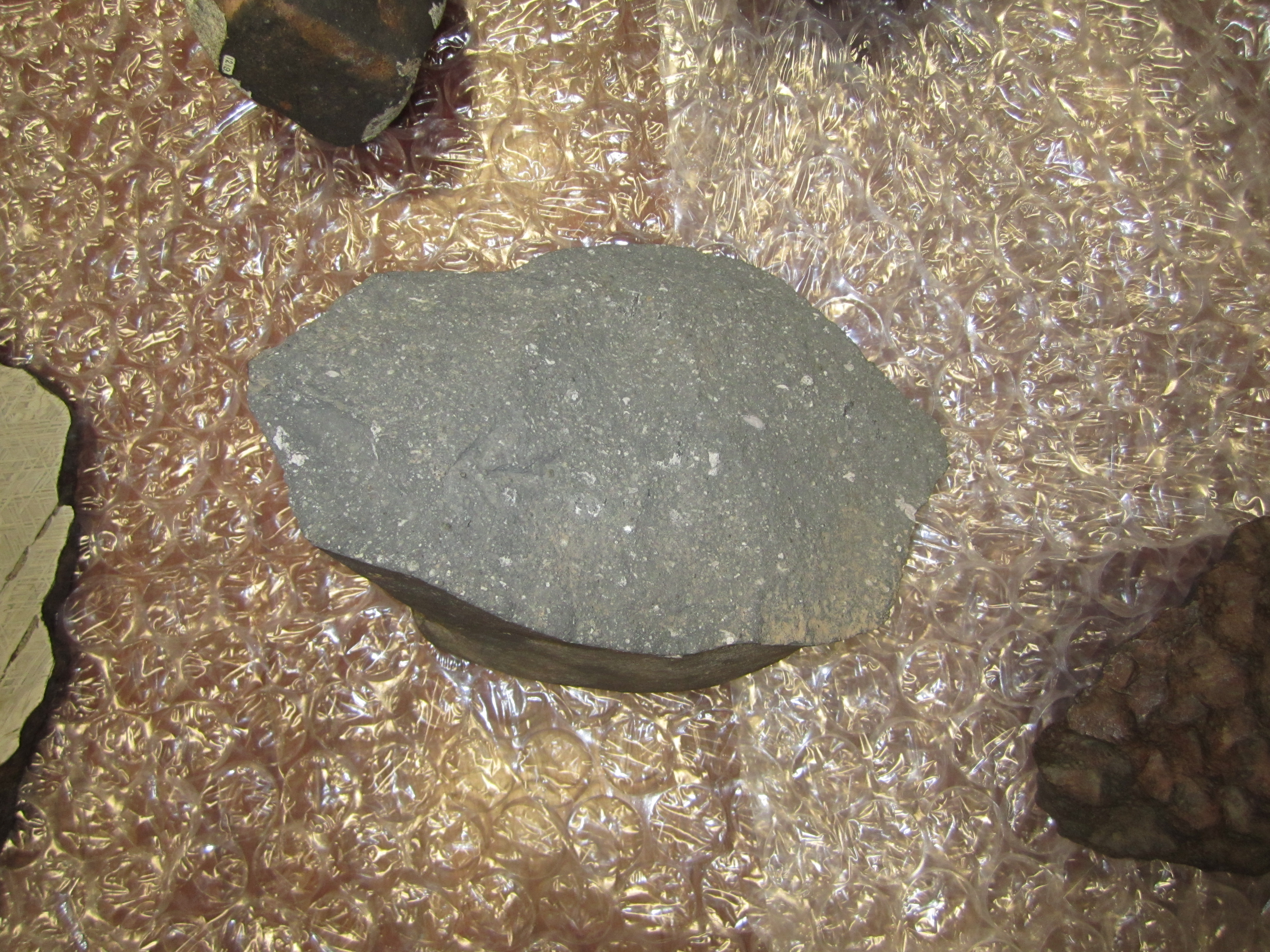
Хондритовий метеорит із багатими кальцієм і алюмінієм включеннями, які видно як білі плями

Кальцієво-алюмінієві включення (або включення, багаті на кальцій та алюміній, англ. calcium–aluminium-rich inclusions, CAI) — це світлі включення, багаті кальцієм і алюмінієм, розміром від долей міліметра до сантиметрів, наявні в метеоритах класу вуглецевих хондритів. CAI є найдавнішими датованими твердими частинками в Сонячній системі, і їхній вік (4567,30 ± 0,16 млн років) приймається за початок формування Сонячної системи.

## Опис
CAI складаються з мінералів, які є одними з перших твердих частинок, що конденсуються в протопланетному диску протягом його поступового охолодження. Вважається, що вони утворилися як дрібнозернистий конденсат з гарячого газу з температурою понад 1300 К, який існував у протопланетному диску на ранніх етапах формування Сонячної системи. Деякі з них, ймовірно, пізніше були переплавлені, що призвело до виразної більш грубої текстури. Найпоширеніші та характерні мінерали в CAI включають анортит, меліліт, перовскіт, глиноземисту шпінель, гібоніт, кальцієвий піроксен і багатий форстеритом олівін.
За допомогою свинцево-свинцевого датування було виміряно абсолютний вік чотирьох CAI. Це дало зважений середній вік 4567,30 ± 0,16 млн років, який тепер часто інтерпретується як початок формування планетарної системи. Слід зазначити, що всі чотири CAI, датовані за свинцево-свинцевим методом, походять з однієї групи метеоритів (CV-хондрити).